# Circuito del Gran Premio de Thomson Road
Circuito del Gran Premio de Thomson Road fue un circuito callejero de casi 5 km de longitud, ubicado en Old Upper Thomson, Singapur.

## Historia
En 1960, se diseñó un Gran Premio como parte de la campaña "Visita Singapur - El año de Oriente" para atraer turistas a la región. En ese momento, Singapur carecía de un circuito de carreras formal y, como resultado, un nuevo circuito tenía que ser diseñado. Se encontró que la sugerencia inicial para un circuito callejero que pasaba por Thomson, Whitley, Dunearn y Adam Roads era inviable debido a la interrupción masiva del tráfico que causaría a los residentes. Después de considerar otros circuitos existentes, se decidió que se crearía un nuevo circuito a lo largo del antiguo y nuevo Upper Thomson Road.

## Características
El circuito Thomson Road Grand Prix mide 4.865 km o 3.023 millas por vuelta y corre en sentido horario. El circuito comienza con "Thomson Mile", un tramo de una milla de largo a lo largo de Upper Thomson Road. A mitad de este tramo de la carretera, había "The Hump", un giro a la derecha que hizo que los conductores se levantaran del suelo si pasaban a toda velocidad por la curva.

## Seguridad
El circuito de Thomson Road Grand Prix tenía muchas características desafiantes, entre ellas las traicioneras curvas "Circus Hairpin" y la sección "Snakes". En particular, la característica "Murder Mile" de esta pista deriva su nombre del hecho de que muchos accidentes de carreras ocurrieron a lo largo de este tramo. De manera similar, "Devil's Bend" recibió su nombre porque era la parte más peligrosa del circuito.
Se perdieron un total de siete vidas debido a accidentes de carreras en los 11 años de historia del Gran Premio de Singapur. Se perdieron dos vidas durante las dos últimas ediciones consecutivas del Gran Premio: en el Gran Premio de 1972, Lionel Chan, el sobrino del campeón local de carreras Chan Lye Choon, murió luego de caer en un barranco mientras que en la edición de 1973, el competidor suizo Joe Huber murió luego de estrellar su auto contra un poste de cable.
La preocupación por la seguridad fue la razón oficial citada para la cancelación de la edición de 1974 del Gran Premio que anunció el final de los Premios de Singapur hasta 2008.